# Johannes Lecküchner
Johannes Lecküchner (ca. 1430'erne til 31. december 1482) var et tysk præst og fægter fra Nürnbergområdet. Han blev indskrevet på Leipzig Universitet i 1455 og fik titlen bacalaureus i 1457. Han blev akolut i 1459, og blev ordineret præst på et tidspunkt inden 1478. Han var ansat som præst i Herzogenaurach fra 1480 til sin død d. 31. december 1482.
Lecküchner har skrevet mindste to fægtebøger til messer som er bevaret; Cod. Pal. Germ. 430 (Heidelberg, 1478) og Cgm. 582, München, 1482. Den sidstnævnte er færdiggjort 19. januar 1482. Det tidligere manuskript bliver betragtet som en kladde til det senere. Kun Cgm 582 indeholder illustrationer.
Cgm 582-manuskriptet er på 216 folia (432 sider) og giver instruktioner i fægtning med messer, der er illustreret med 415 tegninger af fægteteknikkerne. Visse forskere fra 1800-tallet antog, at navnet Lecküchner i virkeligheden var en forvansket version af Liechtenauer, og at de to fægtemestre er de samme. Biografisk information fra arkiver samt kolofonteksten i manuskripterne gør det dog klart, at Lecküchner var en uafhængig person og en historisk forfatter. Hans system og teknikker er dog baseret på Liechtenauers lære, og dateres omkring et århundrede tidligere, da Lecküchner organiserer sit system på sammen måde som Liechtenauer, og også bruger samme terminologi til at beskrive teknikkerne med langsværdet.
Lecküchners fægtemanual er blevet oversat og udgivet på engelsk.